# Alexander Deubner

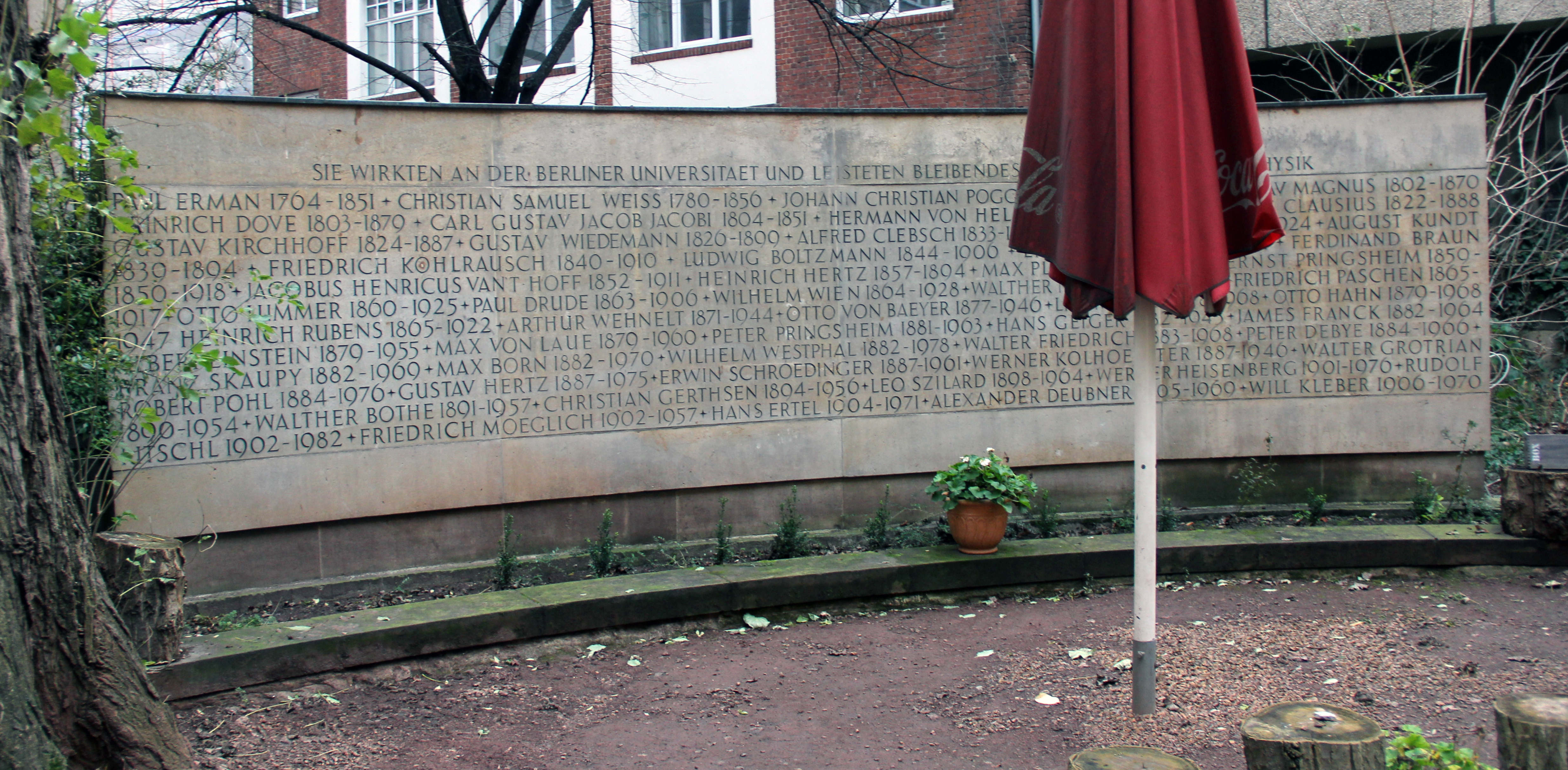
Gedenkstein für Physiker der Humboldt-Universität in der Invalidenstr. 110

Alexander Deubner (* 28. April 1905; † 19. Juli 1969) war ein deutscher Physiker und Hochschullehrer.
Er war der Bruder des Archäologen Otfried Deubner und Sohn des Altphilologen und Berliner Professors Ludwig August Deubner (1877–1946). Ab 1945 verwendete er den Geburtsnamen seiner Mutter Ottilie Caroline Lindley als zweiten Namen (Alexander Lindley Deubner).
Deubner wurde 1927 an der Albert-Ludwigs-Universität Freiburg promoviert (Die Dielektrizitätskonstante sehr verdünnter Elektrolytlösungen) und habilitierte sich 1938 an der Universität Berlin (trotz des Widerstands von Ludwig Bieberbach und dank der Unterstützung von Peter Debye und Max von Laue). Ab 1937 lehrte er am Kaiser-Wilhelm-Institut für Physik. Da er eine jüdische Großmutter hatte, verlor er 1936 seine Assistentenstelle an der Universität Berlin und eine Privatdozentur wurde ihm verweigert. 1941 verlor er auch seine Stelle am Kaiser-Wilhelm-Institut und arbeitete von 1941 bis Mai 1945 bei der Fernseh GmbH in Berlin-Zehlendorf.
1945 wurde er wieder Oberassistent an der Universität Berlin und 1946 Privatdozent. 1948 wurde er Professor mit Lehrauftrag in der Mathematisch-Naturwissenschaftlichen Fakultät und 1952 Professor für Physik in der Landwirtschaftlich-Gärtnerischen Fakultät.
Er war verheiratet mit der Pianistin Carla Louise Deubner, geborene Wegener. Der Sohn Franz-Ludwig Deubner wurde 1934 gewurden. Alexander Deubner starb im Juli 1969 im Alter von 64 Jahren. Seine letzte Ruhestätte fand er im Erbbegräbnis der Familie Wegener auf dem Alten Luisenstädtischen Friedhof in Berlin-Kreuzberg.

## Schriften
- Anleitung zum physikalischen Praktikum für Mediziner. Teubner 1957.
- mit Ruth Heise: Anleitung zum physikalischen Praktikum für Mediziner, Biologen und Pharmazeuten. Teubner 1959.
- Physik für Land- und Forstwirte. Teubner 1966.